# Coelops robinsoni
Espèce
Statut de conservation UICN

 VU A4c : Vulnérable
Coelops robinsoni est une espèce de chauves-souris de la famille des Hipposideridae. Elle est présente en Malaisie et en Indonésie.

## Liste des sous-espèces
Selon Mammal Species of the World (version 3, 2005)  (23 septembre 2017) et ITIS (23 septembre 2017) :
- sous-espèce Coelops robinsoni hirsutus (Miller, 1910)
- sous-espèce Coelops robinsoni robinsoni Bonhote, 1908